# Operophtera huenei
Operophtera huenei är en fjärilsart som beskrevs av Louis Beethoven Prout 1914. Operophtera huenei ingår i släktet Operophtera och familjen mätare. Inga underarter finns listade i Catalogue of Life.